# Gustavo Páez
Gustavo Andrés Páez Martínez (Mérida, 16 aprile 1990) è un calciatore venezuelano, attaccante dell'Est. Mérida.

## Carriera

### Club
Ha giocato nella massima serie dei campionati sloveno, venezuelano e sudafricano.